# Phelsuma gigas
Phelsuma gigas là một loài thằn lằn trong họ Gekkonidae. Loài này được Liénard mô tả khoa học đầu tiên năm 1842.

## Hình ảnh

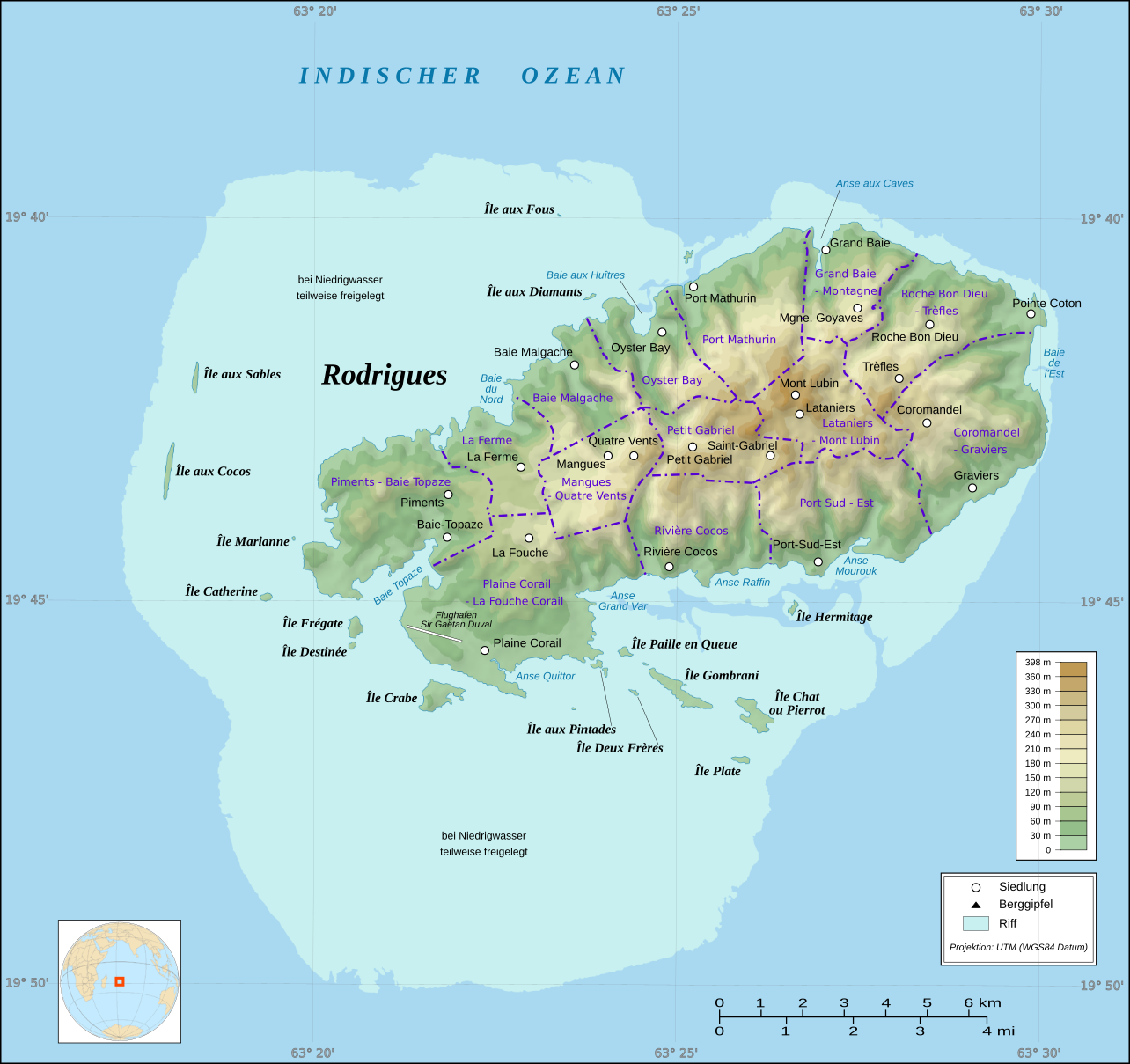
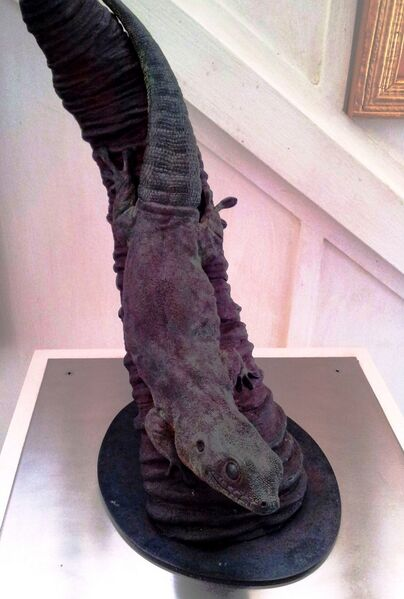